# Ron Shelton
Ronald W. Shelton (Whittier (Califórnia), 15 de Setembro de 1945) é um cineasta norte-americano.

## Carreira
Em 1988, estreia na primeira realização de "Jogo a Três Mãos" (Bull Durham), de 1988, com Kevin Costner, Susan Sarandon e Tim Robbins.
Em 1989, assinou "Blaze, Amor Proibido" (Blaze), com Paul Newman e Lolita Davidovich. Três anos depois, assinou White Men Can't Jump, em 1992, com Wesley Snipes e Woody Harrelson. Dois anos depois, em 1994, assinou "Desejo de Glória" (Cobb), com Tommy Lee Jones. Em 1996, assinou Tin Cup, com Kevin Costner e Rene Russo. Em 1999, assinou "O Ringue" (Play It to the Bone), com Woody Harrelson e Antonio Banderas. Três anos depois, assinou "Azul Escuro" (Dark Blue), em 2002), com Kurt Russell. Em 2003, assinou "Homicídio em Hollywood" (Hollywood Homicide), com Harrison Ford e Josh Hartnett.

## Vida pessoal
Ron Shelton casou-se com Lolita Davidovich e colaborou com o compositor norte-americano Alex Wurman.